# Дзялошице
Дзялошице (пол. Działoszyce)  —  город  в Польше, входит в Свентокшиское воеводство,  Пиньчувский повят.  Имеет статус городско-сельской гмины. Занимает площадь 1,91 км². Население — 1117 человек (на 2004 год).